# Gare de Sidi Mezghiche
La gare de Sidi Mezghiche est une gare ferroviaire algérienne située sur le territoire de la commune de Sidi Mezghiche, dans la wilaya de Skikda.

## Situation ferroviaire
La gare est située au sud de la ville de Sidi Mezghiche, sur la ligne de Ramdane Djamel à Jijel. Elle est précédée de la gare d'Emdjez Edchich et suivie de celle de Tamalous.

## Service des voyageurs

### Desserte
La gare de Sidi Mezghiche est desservie par les trains régionaux de la liaison Constantine - Jijel,.